# Samuel Griswold
Pour les articles homonymes, voir Griswold.
Samuel Griswold (27 décembre 1790 à Burlington (Connecticut) – 14 septembre 1867 à Clinton (Géorgie)) est un pionnier de l'industrie américaine des années 1820 basé dans le Comté de Jones en Géorgie. Il est le fondateur du site industriel de Griswoldville village.

## Biographie
Samuel Griswold nait le 27 décembre 1790 à Burlington (Connecticut). En 1818, il emménage avec sa famille à Clinton (Géorgie), près de la ville actuelle de Gray. En 1830, il crée une fabrique de cotton gin qui devient rapidement la plus grosse unité de production de machines égreneuses cotton gin du pays. L'un de ses collègues est Daniel Pratt qui déménagera plus tard en Alabama et deviendra une figure importante du monde de l'industrie, ainsi que le fondateur de Prattville (Alabama).
Après la Guerre de Sécession, il vend une partie de ses titres et prend sa retraite. Il meurt en septembre 1867 et est enterré dans le cimetière de Clinton.

### Griswoldville
Le village de Griswold, Griswoldville, est un site industriel qui regroupe une usine de cotton gin, un fabrique de savon et de suif, une fabrique de bougies, une scierie et une minoterie, un bureau de poste et une église non confessionnelle. Mais, Griswoldville est détruite le 20 novembre 1864, par le capitaine Frederick S. Ladd et ses hommes du 9e Régiment de cavalerie de volontaires du Michigan. La Bataille de Griswoldville est la première bataille de la Marche de Sherman vers la mer.

### Le revolverGriswold & Gunnison Confederate
Dès le début de la Guerre de Sécession, sur ordre du Gouverneur des États-Unis de Géorgie Joseph Emerson Brown, l'usine de cotton gin de Griswold est louée au gouvernement confédéré et ré-outillée pour produire des pistolets et des munitions. Griswoldville sert également de site de rassemblement pour l'Armée des États confédérés et pour les troupes géorgiennes. Le revolver produit à Griswoldville est appelé Griswold and Grier Revolver, puis, plus tard le Griswold Gunnison, d'après Arvin Nye Gunnison, l'associé de S. Griswold.
Les revolvers Griswold Gunnison sont des copies du Colt 1851 Navy et comportent des pièces de cuivre distinctives en raison de la pénurie d'acier dans le Sud pendant la guerre. Un autre trait distinctif du Griswold est son cylindre manufacturé à partir de fer twisted au lieu d'acier. 

#### Dans la culture populaire
- Dans la série Hell on Wheels, le vétéran de l'Armée confédérée Cullen Bohannon porte un revolver Griswold. Ce fait est posé dès l'épisode pilote et sert d'appui à de multiples rebondissements (voir par exemple, saison 3, épisode 6).